# Rantzwiller
Rantzwiller (deutsch Rantsweiler) ist eine französische Gemeinde mit 801 Einwohnern (Stand 1. Januar 2022) im Département Haut-Rhin in der Region Grand Est (bis 2015 Elsass). Sie gehört zum Arrondissement Mulhouse, zum Kanton Brunstatt-Didenheim und zum Gemeindeverband Saint-Louis Agglomération.

## Geschichte
1103 als Rantheswilre erwähnt. Auf der Gemarkung wurden zahlreiche vorgeschichtliche und römerzeitliche Funde gemacht (neolithische Funde, Hallstatt-Gräber, römische Straßenstation). Bekannt ist die mittelalterliche Burgstelle Klingeleberg,  Rantzwiller gehörte zum alten habsburgischen Besitz im Oberelsass. Verwaltungssitz war Landser, der Ort gehörte zur Herrschaft Oberlandser und bildete mit Geispitzen, Kötzingen, Obermagstatt und Waltenheim eine Vogtei. Im Westfälischen Frieden kam Rantzwiller 1648 mit dem ganzen elsässischen Besitz der Habsburger an die französische Krone. Von 1871 bis zum Ende des Ersten Weltkrieges gehörte Rantsweiler als Teil des Reichslandes Elsaß-Lothringen zum Deutschen Reich und war dem Kreis Mülhausen im Bezirk Oberelsaß zugeordnet.
Rantzwiller war im 19. Jahrhundert als Töpferdorf bekannt. Es gab einen gut besuchten Hafelemarik (Töpfermarkt).
Eine Sankt-Georgs-Kirche wurde schon im 13. Jahrhundert erwähnt.

### Bevölkerungsentwicklung
| Jahr      | 1910 | 1962 | 1968 | 1975 | 1982 | 1990 | 1999 | 2006 | 2016 |
| Einwohner | 309  | 246  | 248  | 269  | 354  | 452  | 691  | 781  | 800  |

## Sehenswürdigkeiten
- Anstelle der heutigen Kirche St. Georg, die von 1854 bis 1858 errichtet wurde, stand ein Vorgängerbau mit dreistöckigem Turm und Satteldach aus dem 13. Jahrhundert. Beim Neubau wurde der alte Glockenturm mit den gotischen Fenstern übernommen und durch ein Spitzdach ergänzt. Im Chorraum befinden sich neben zwei Statuen ein Gemälde des Basler Malers Georg Dantzer. Es stellt das Martyrium des Heiligen Sebastian dar. Das Taufbecken in der Kirche stammt aus dem Jahr 1616.
- Im Sundgau eine Seltenheit: ein kleines steinernes Haus - Rue de l'Église Nr. 1 - mit spätgotischen dreiteiligen Stubenfenstern. Gekehlte Laibungen und Pfosten. Datiert über der Tür 1583. Nur das Giebeldreieck mit Fachwerk. Der liegende Stuhl gut erkennbar. Die Deckenbalken in altertümlicher Weise traufparallel. Das Haus Nr. 50 an der Rue de Mulhouse mit auf Symmetrie bedachtem, regelmäßigem Fachwerk, typisch für die Zeit um 1800 ist der Balusterpfosten in den Erdgeschoss-Fensterbrüstungen. (Der mit 1680 datierte Balken von einem Vorgangerbau übernommen?) - Altertümlich dagegen das Fachwerk am Haus Nr. 25 an der Rue de Mulhouse aus dem 17. Jahrhundert, Andreaskreuze auf der Giebelseite, nur im Giebeldreieck Symmetrie. Das steinerne Erdgeschoss an der Traufseite mit fein profilierten Fenster- und Türrahmungen (Übergang zwischen Gotik und Renaissance) die Tür mit Schulterbogen. Straßenseitige Erdgeschossfenster verändert.
- Kapelle Unserer Lieben Frau aller Hoffnung

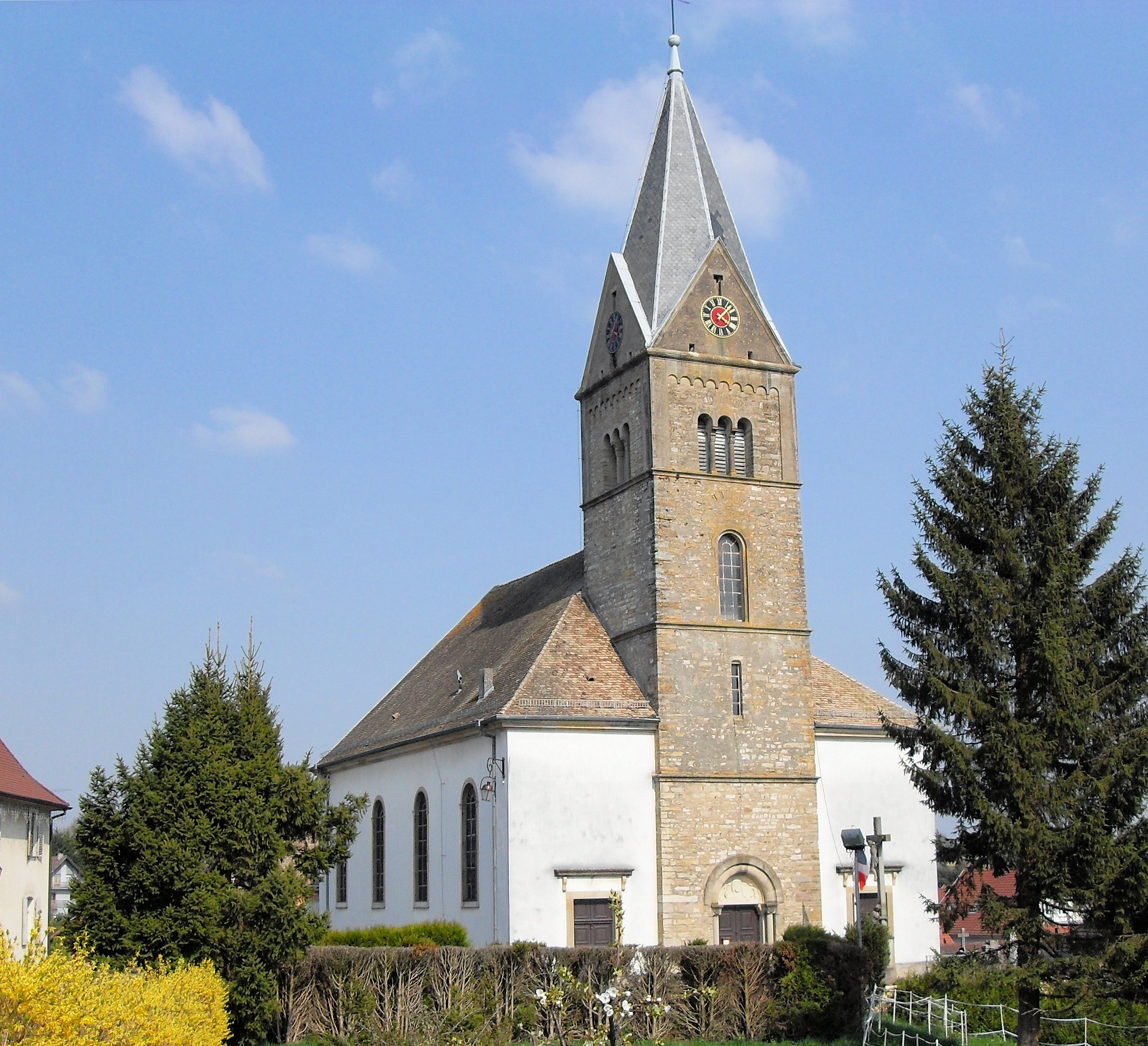
Kirche St. Georg Rantzwiller
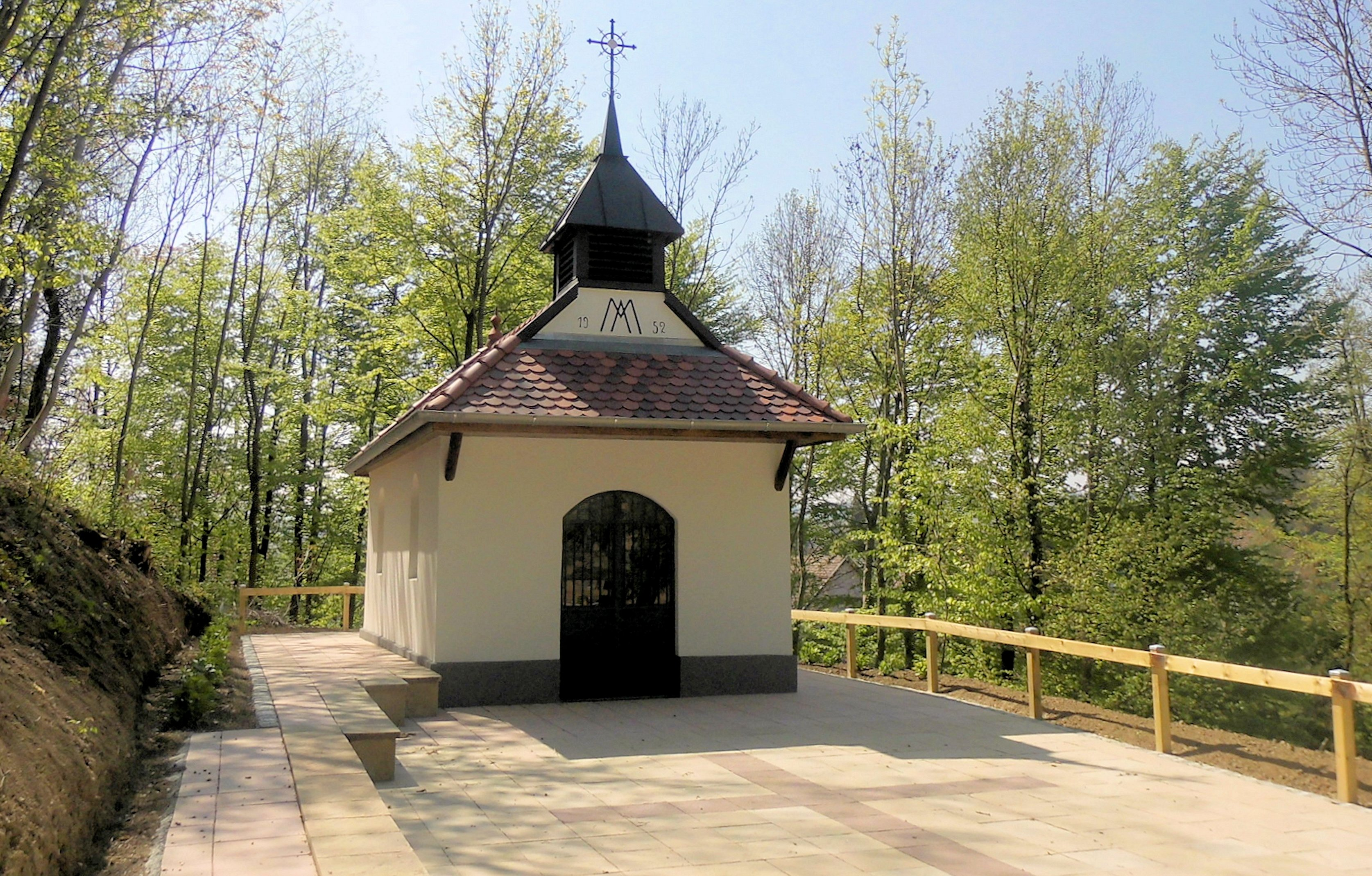
Kapelle Unserer Lieben Frau aller Hoffnung

## Regelmäßige Veranstaltungen
Am 2. Sonntag im September wird jeweils das Zwetschgenfest gefeiert.

## Nachweise
1. 1 2  Gemeindeverzeichnis Deutschland 1900 – Kreis Mülhausen